# Adenija
Adenija (lat. Adenia) je rod grmova iz porodice Passifloraceae, iz tribusa Passifloreae. Dobio je ime po jemenskom gradu Adenu.
Rod je zastupljen na području Madagaskara, istočne i zapadne tropske Afrike i Jugoistočnoj Aziji. Mnoge vrste su otrovne, koriste se u afričkoj tradicionalnoj medicini kao i u izradi otrova za ribe ili otrova za strijele, pa i za počinjenja ubojstava i samoubojstava trovanjem (A. digitata).
Ima najmanje 96 priznatih vrsta, 105 po Kew-u. Opisan je 1775.

## Opis
Adenije su zeljaste ili drvenaste penjačice, uspravne biljke, grmovi ili stabla, ponekad sa jako nabreklim masivnim deblom. Biljke obično s viticama. Listovi naizmjenični, ponekad jednostavni i cjeloviti ili različito režnjeviti, ili dlanasto rascijepljeni ili prstasti. Žlijezde 1-2, obično prisutne na bazi lamine ili na vrhu peteljke, ponekad drugdje na lamini. Cvat aksilarni, cimozni. Cvjetovi jednospolni ili dvospolni, obično zelenkasti ili žućkasti. Čašični listovi (4-)5(-6), slobodni ili djelomično spojeni u cijev. Latice (4-)5(-6).

## Vrste
1. Adenia aculeata (Oliv. ex Hook.) Engl.
2. Adenia acuta W.J.de Wilde
3. Adenia angulosa G.W.Hu & Q.F.Wang
4. Adenia antongilliana (Tul.) Schinz
5. Adenia ballyi Verdc.
6. Adenia banaensis C.Cusset
7. Adenia barthelatii M.Pignal, Yockteng, Hearn & Labat
8. Adenia bequaertii Robyns & Lawalrée
9. Adenia boivinii W.J.de Wilde
10. Adenia cardiophylla (Mast.) Engl.
11. Adenia cissampeloides (Planch. ex Hook.) Harms
12. Adenia cladosepala (Baker) Harms
13. Adenia cordifolia (Blume) Engl.
14. Adenia crassa Merr.
15. Adenia cynanchifolia (Benth.) Harms
16. Adenia densiflora Harms
17. Adenia digitata (Harv.) Engl.
18. Adenia dinklagei Hutch. & Dalziel
19. Adenia dolichosiphon Harms
20. Adenia ecirrosa W.J.de Wilde
21. Adenia elegans H.Perrier
22. Adenia ellenbeckii Harms
23. Adenia epigea H.Perrier
24. Adenia erecta W.J.de Wilde
25. Adenia fasciculata W.J.de Wilde
26. Adenia firingalavensis Harms
27. Adenia fruticosa Burtt Davy
28. Adenia gedoensis W.J.de Wilde
29. Adenia glauca Schinz
30. Adenia globosa Engl.
31. Adenia goetzei Harms
32. Adenia hastata (Harv.) Schinz
33. Adenia heterophylla (Blume) Koord.
34. Adenia hondala (Gaertn.) W.J.de Wilde
35. Adenia huillensis (Welw.) A.Fern. & R.Fern.
36. Adenia inermis (W.J.de Wilde) W.J.de Wilde
37. Adenia isaloensis (H.Perrier) W.J.de Wilde
38. Adenia karibaensis W.J.de Wilde
39. Adenia keramanthus Harms
40. Adenia kigogoensis Hearn
41. Adenia kinabaluensis W.J.de Wilde
42. Adenia kirkii (Mast.) Engl.
43. Adenia lanceolata Engl.
44. Adenia lapiazicola Bard.-Vauc.
45. Adenia latipetala W.J.de Wilde
46. Adenia lewallei A.Robyns
47. Adenia lindiensis Harms
48. Adenia litoralis Hearn
49. Adenia lobata (Jacq.) Engl.
50. Adenia longistipulata W.J.de Wilde
51. Adenia macrophylla (Blume) Koord.
52. Adenia malangeana Harms
53. Adenia mannii (Mast.) Engl.
54. Adenia mcdadiana Hearn
55. Adenia metamorpha Hearn
56. Adenia metriosiphon W.J.de Wilde
57. Adenia monadelpha H.Perrier
58. Adenia mossambicensis W.J.de Wilde
59. Adenia natalensis W.J.de Wilde
60. Adenia olaboensis Claverie
61. Adenia ovata W.J.de Wilde
62. Adenia pachyphylla W.J.de Wilde
63. Adenia panduriformis Engl.
64. Adenia pechuelii (Engl.) Harms
65. Adenia peltata Schinz
66. Adenia penangiana (Wall. ex G.Don) W.J.de Wilde
67. Adenia perrieri Claverie
68. Adenia pinnatisecta (Craib) Craib
69. Adenia poggei (Engl.) Engl.
70. Adenia poilanei C.Cusset
71. Adenia pulchra M.G.Gilbert & W.J.de Wilde
72. Adenia pyromorpha (H.Perrier) W.J.de Wilde
73. Adenia racemosa W.J.de Wilde
74. Adenia refracta Schinz
75. Adenia repanda (Burch.) Engl.
76. Adenia schliebenii Harms
77. Adenia sphaerocarpa Claverie
78. Adenia spinosa Burtt Davy
79. Adenia staudtii Harms
80. Adenia stenodactyla Harms
81. Adenia stolzii Harms
82. Adenia stricta (Mast.) Engl.
83. Adenia stylosa (Perr.) Hearn
84. Adenia subsessilifolia H.Perrier
85. Adenia tisserantii A.Fern. & R.Fern.
86. Adenia tricostata W.J.de Wilde
87. Adenia trilobata (Roxb.) Engl.
88. Adenia trisecta (Mast.) Engl.
89. Adenia tuberifera R.E.Fr.
90. Adenia venenata Forssk.
91. Adenia viridiflora Craib
92. Adenia volkensii Harms
93. Adenia welwitschii (Mast.) Engl.
94. Adenia wightiana (Wall. ex W. & A.) Engl.
95. Adenia wilmsii Harms
96. Adenia zambesiensis R.Fern. & A.Fern.

## Sinonimi
- Blepharanthes Sm., nom. inval.
- Clemanthus Klotzsch
- Echinothamnus Engl.
- Erythrocarpus M.Roem.
- Jaeggia Schinz
- Keramanthus Hook.f.
- Kolbia P.Beauv.
- Machadoa Welw. ex Hook.f.
- Microblepharis (Wight & Arn.) M.Roem.
- Modecca Lam.
- Ophiocaulon Hook.f.
- Paschanthus Burch.